# Vincenzo Lapuma
Vincenzo Lapuma (ur. 22 stycznia 1874 w Palermo, zm. 4 listopada 1943 w Rzymie) – włoski duchowny katolicki, wysoki urzędnik Kurii Rzymskiej i kardynał.

## Życiorys
Ukończył seminarium w Palermo i Ateneum "S. Apolinare" w Rzymie. Święcenia kapłańskie otrzymał 13 września 1896. Wykładał na swej macierzystej uczelni w Rzymie, gdzie był bardzo ceniony jako profesor, gdyż wyjaśniał prawo kanoniczne w odniesieniu do prawa współczesnego, aby ukazać jego ewolucję. Audytor w Kongregacji Biskupów w latach 1896–1908. Od 1907 prywatny szambelan Jego Świątobliwości, a od 1916 podsekretarz w Kongregacji ds. Zakonów. W 1917 otrzymał tytuł prałata, a w 1925 pronotariusza apostolskiego. W tym samym roku został sekretarzem Kongregacji Zakonów.
Na konsystorzu z grudnia 1935 kreowany kardynałem diakonem. Tydzień później mianowany pro-prefektem, a 31 grudnia prefektem Kongregacji ds. Zakonów. Brał udział w konklawe 1939. Pochowany na Campo Verano.